# Avenida Sutter–Rutland Road (línea New Lots)
Sutter Avenue–Rutland Road es una estación en la Línea New Lots del metro de la ciudad de Nueva York, localizada en la intersección de la avenida Sutter, Rutland Road, y la calle 98 Este en Brooklyn.
Es una estación de dos vías con dos plataformas laterales,y es la estación más septentrional de la línea New Lots; al norte de aquí, la línea va hacia el metro, y se curva hacia el oeste en Eastern Parkway, y se convierte en la Línea Eastern Parkway. Al igual que las otras estaciones elevadas en la línea, una línea existe para una de tres vías . 

## Conexiones de bus
- B12
- B15
- B47